# Ruta de Illinois 32
La Ruta de Illinois 32, y abreviada IL 32 (en inglés: Illinois Route 32) es una carretera estatal estadounidense ubicada en el estado de Illinois. La carretera inicia en el sur desde la US 40  , IL 33   en Effingham hacia el norte en la IL 48     en Cisco. La carretera tiene una longitud de 111,6 km (69.32 mi).

## Mantenimiento
Al igual que las autopistas interestatales, y las rutas federales y el resto de carreteras estatales, la Ruta de Illinois 32 es administrada y mantenida por el Departamento de Transporte de Illinois por sus siglas en inglés IDOT.